# Théa (laboratoire)
Pour les articles homonymes, voir Thea.
 (avril 2025).
Si vous disposez d'ouvrages ou d'articles de référence ou si vous connaissez des sites web de qualité traitant du thème abordé ici, merci de compléter l'article en donnant les références utiles à sa vérifiabilité et en les liant à la section « Notes et références ».
Théa est un laboratoire pharmaceutique français basé à Clermont-Ferrand. Cette entreprise est spécialisée dans la recherche, le développement et la commercialisation de produits ophtalmologiques. 

## Historique

### Les origines
La famille Chibret est une vieille famille d’industriels clermontois. À l’origine, Paul Chibret, un médecin militaire en Algérie, étudie le trachome et fonde en 1883 la Société française d'ophtalmologie. Il développe avec son neveu Henry des traitements ophtalmologiques. En 1902 Henry fonde le laboratoire Chibret à Clermont-Ferrand. Son successeur, Jean Chibret, développe considérablement l’entreprise ; à partir de 1947 il se rapproche de l’entreprise américaine Merck (MSD). Dans les années 60 le laboratoire devient leader en Europe, en Afrique et au Moyen-Orient sur de nombreux produits ophtalmologiques. En 1969 il s’allie aux laboratoires américains MSD pour devenir le numéro un mondial des médicaments ophtalmologiques. La région clermontoise devient alors le premier centre de recherche et de production de MSD.
Dans les années 70 les deux fils de Jean Chibret, Henri et Jacques, prennent la suite du parcours industriel. Jacques Chibret fonde Biophysic Médical, une société spécialisée dans les équipements laser et ultrason pour l’ophtalmologie. L’entreprise devient rapidement un des leaders mondiaux du secteur. De son côté, Henri Chibret crée Transphyto, une start-up de recherche et développement en ophtalmologie.

### Apparition de l’entreprise
En 1993 Henri Chibret crée l’entreprise Théa. En 1995 celle-ci met au point un système de flaconnage innovant qui permet de conserver les produits ophtalmologiques sans ajout de conservateurs. En 2001 Transphyto fusionne avec les laboratoires Théa.

### Débuts d'internationalisation
À partir de 1996 Théa crée des filiales étrangères, la première en Espagne puis en Belgique, en Suisse et au Portugal en 2001. En 2002 Théa fait l’acquisition du laboratoire d'ophtalmologie italien Farmila et achète plusieurs produits du laboratoire Blepharma. En 2003 elle fait également l’acquisition d'une gamme de produits ophtalmiques des laboratoires MSD. 
L'internationalisation continue en 2005 avec la création d’un réseau de vente exclusif en Afrique et au Maghreb et d'une nouvelle filiale en Allemagne : Théa Pharma.

### La crise Europhta
Entre 2004 et 2005, l'entreprise est victime d'une tentative de déstabilisation orchestrée par un concurrent monégasque, la société Europhta. Des mails et un rapport falsifié sont transmis à des clients de Théa, dans le but de mettre en cause la fiabilité du collyre phare fabriqué par l'entreprise,. Théa porte plainte et Europhta finit par être condamné. En 2007, Théa procède au rachat de ce concurrent.

### Poursuite de l'internationalisation
Après l'épisode Europhta, l'entreprise accélère son développement international :
- 2006 : Création de Pharm-Supply Théa AG en Pologne et acquisition des Laboratoires Europhta à Monaco en 2007.
- 2008 : Implantation en Grande-Bretagne et en Irlande avec la création de la joint-venture Spectrum Théa.
- 2009 : Acquisition au niveau mondial d'une nouvelle gamme de produits ophtalmiques appartenant au laboratoire Novartis.
- 2010 : Acquisition du mydriatique de Carl Zeiss Meditec.
- 2011 : Rachat d'une gamme de produits Novartis pour 30 pays européens, la Turquie, le Canada et le Mexique. Implantation en Autriche et en Turquie, création de la filiale « Nordic » en Suède couvrant la Scandinavie et la Finlande.
- 2012 : Création d'une filiale en Russie.
- 2014 : Création de la filiale Théa Mexique.
- 2015 : Création de filiales au Maroc et en Ukraine.
- 2016 : Ouverture d'une filiale à Dubaï.
- 2018 : Ouverture de filiales au Chili et en Roumanie, mise en place de joint-ventures en Irlande et au Canada.
- 2019 : Création de Théa Open Innovation, structure 100 % destinée à l’innovation et création de la filiale Théa Pharma Inc. aux États-Unis.
- 2020 : Partenariat entre Théa Open Innovation et BioCorp.
- 2021 : Partenariat entre Théa Open Innovation et Coave Therapeutics.
- 2022 : Partenariat entre Théa Open Innovation et Nevakar.
- 2023 : Acquisition de 7 produits ophtalmiques de la marque d'Akorn.

La fortune professionnelle de la famille Chibret est estimée en 2020 à 1,37 milliard d'euros.

## La Fondation Théa
En 2012 l'entreprise crée la Fondation Théa destinée à promouvoir ou aider des actions dans le domaine de la santé oculaire et de la cécité. Cette fondation œuvre principalement en Afrique francophone et lusophone, dans le domaine de la formation et de la lutte contre le trachome.

## Activité
En 2021 Théa est le 1er groupe pharmaceutique européen indépendant en ophtalmologie. Il occupe la première place du classement sur de nombreuses classes thérapeutiques et sur les produits sans conservateurs[réf. nécessaire]. Sa particularité, en effet, est d'avoir développé un flacon pour collyres permettant de ne pas inclure de conservateurs, avec une durée de péremption similaire aux flacons classiques. Ce flacon est breveté sous le nom d'« Abak ». D'autres dispositifs analogues ont été développés et l'entreprise commercialise une large gamme de produits non conservés dans le domaine de l'ophtalmologie.

## Récompenses
En octobre 2022, Jean-Frédéric Chibret, patron des laboratoires Théa, reçoit le prix national de l’entrepreneur de l'année 2022 décerné par le cabinet EY. 